# New York Raiders
New York Raiders var en professionell ishockeyklubb i New York som spelade i World Hockey Association, som ett av originallagen första säsongen 1972–73.

## Historia
New York Raiders var tänkt att bli en hörnpelare i WHA eftersom ligan behövde ett starkt lag i New York. Men problemen var stora för laget då man inte fick spela i Nassau Veterans Memorial Coliseum ute på Long Island som man hade tänkt, eftersom man där hellre ville ha ett NHL-lag, och då New York Islanders bildades stängdes Raiders ute från den arenan. Raiders fick istället spela i Madison Square Garden där man var tvungna att försöka konkurrera med New York Rangers. Men med en dyr hyra, lite publik och ett dåligt lag kastade ägarna in handduken under säsongen och ligan gick in som ägare så att laget kunde spela färdigt säsongen. Efter säsongen hittade man en ny ägare som bytte klubbens namn till New York Golden Blades.